# Beatriz Jerônima de Lorena
Beatriz Jerônima de Lorena (em francês: Béatrice-Hiéronyme de Lorraine; 1 de julho de 1662 — 9 de fevereiro de 1738) foi um membro da Casa de Lorena e Abadessa de Remiremont. Era um membro da criadagem de Luís, Grande Delfim de França e foi a suposta esposa de seu primo, o Chevalier de Lorena. Morreu sem filhos.

## Biografia
Ela era a filha mais velha de Francisco Maria, Príncipe de Lillebonne e de sua segunda mulher Ana de Lorena. Nunca se casou. Conhecida como Mademoiselle de Lillebonne, durante a sua juventude, era um membro da criadagem de Luís, Grande Delfim de França, antes de seguir um caminho religioso. Era muito próxima de sua irmã Isabel Teresa.
Durante o seu serviço na casa do Delfim, Beatriz tornou-se próxima de Luísa Francisca de Bourbon, conhecida como Madame la Duchesse. Também foi próxima do seu tio Carlos Henrique, Príncipe de Vaudémont e de  Luís José, Duque de Vendôme.
Como membro da Casa de Guise, fundada por Cláudio, Duque de Guise, um príncipe de Lorena, era descendente pela linha masculina de Renato II, Duque de Lorena. Na corte, tal como a sua família Lorena, ocupou o posto de "Príncipe Estrangeiro", posição que estava imediatamente abaixo da Família Real e dos Príncipes de Sangue.
Em 1686, foi proposta como noiva de Francisco II d'Este, Duque de Modena. Luís XIV tinha apoiado o casamento, mas depois disse que não iria se envolver na união. Em vez disso, ele casou-se com Margarida Maria Farnésio e nunca teve filhos.
Os primos paternos em primeiro grau do duque Fernando incluem: o Chevalier de Lorena (amante de Filipe I, Duque de Orleães), Luís de Lorena, Conde de Armagnac; e os seus primos maternos incluem Luís XIV da França e o acima mencionado Duque de Orléans.
Foi feita a coadjutora de Remiremont em 1705; Em 1710, tornou-se Abadessa de Remiremont, um prestigiado Beneditino da abadia de Remiremont, Vosges, França. Tomando o lugar da Christina de Salm, continuaria a ser a Princesa-Abadessa, até a sua morte, em 1738.
Morreu em Paris. Luís de Rouvroy, duque de Saint-Simon, disse que se casou com o seu primo Filipe de Lorena.